# ナタリア・ネポメンコ
ナタリア・ネポメンコ（Наталья Непоменко）はロシアの人形陶芸作家です。
彼女はロシアのロストフ・ナ・ドヌ（ロストフ州）で暮らしています。

## 解説
彼女は子供の頃に背中の手術をしてから車椅子の生活になりました。陶芸を始めたのは1990年代になってです。その前に彼女は水彩を描いていました。土人形に水彩のセンスと技術が生かされています。彼女の作品を欲しがる人は沢山います。しかし彼女は沢山を作ることができません。長く座っていることができないからです。
彼女は別の名前として「土人形の女王」と呼ばれています。彼女は伝統的な人形から独自の工夫の人形までを作ります。
彼女の作る土人形は表情が豊かで色彩が鮮やかなことから高く評価されています。制作数が少なく彼女の土人形はコレクターの垂涎の的になっています。

人形作家ネポメンコに至るロシアの土人形の歴史
ロシアの伝統工芸品である土人形の歴史は、近代的意味においては19世紀のカルゴポリ周辺の村や地域で始まったとするのが一般的である。ここで言う近代的意味というのは、土人形を販売目的でも製作することを指すものである。それ以前は祭礼や死者を悼む為に同村やその周辺に限定して作られていたものであるが、春祭におけるバザール的空間での販売が19世紀後半に始まった。同地域はロシアの北方に位置していることから、農閑期が長く、その間に現金収入を得る目的で、主に農家の女性が土人形の製作を担うことになったものである。とはいえ、それほど盛んだったというわけではなく、細々と続いてきたに過ぎなかった。
そのような中、20世紀に入って一人の土人形作家と呼べる存在、イワン・ドゥルジニン（Ivan Druzhinin、1887-1949）が現れた。ドゥルジニンは代々陶芸を営む家に生まれたが、皿やカップなどは一切作ることなく、幼い頃から人形作りに熱中したと伝えられている。やがて彼の作品はロシア中で求められるようになり、現在でも土人形作りで知られるディムコヴォを含む周辺の村や地域に土人形作りが広がっていった。
しかしながら、土人形は大量生産ができない、後継者が育たなかったなどの理由で、1930年代にはほとんど消滅した。また、はっきりとした時期は不明ながら、大量生産ができない土人形の代わりに土人形をモチーフにした磁器の人形が出回るようになったことも、伝統工芸品である土人形の衰退に影響があったとされている。
比較的近代になって、ドゥルジニンが土人形の製作を独りで行っていたのではなく、彼の妻が模様やパターンを考え、顔料を工夫し、色付けしていたことがわかった（妻自身による晩年の証言）。かといってドゥルジニン夫妻の作品の価値が下がるわけではなく、もしいま市場に出てきたらかなりの値がつくはずだが、判明している夫妻の作品はすでに博物館に収められているか、それ以外は個人蒐集家のコレクションになっていると考えられている。
1930年代にほとんど消滅してしまったかに見えた土人形作りだが、救世主と呼べる存在が現れる。現れるという表現は適切ではなく、ほぼ唯一とされる作り手が1950年代にまだ残っていた。ウルヤナ・バブキナ（Ulyana Babkina、1889-1977）という女性である。彼女の作品がロシア芸術家協会の目に留まり、これがいわゆる土人形を「再発見」させる契機となった。バブキナの作品は、新聞・雑誌等のメディアで取り上げられ、作品を収録した書籍も出版された。これをきっかけに土人形製作の機運が再度高まり、作られる地域も北方だけでなくロシアのさまざまな地域に広がることになった。
かといって手作りが故に量産ができないという土人形の性質が変わるわけではなく、これもはっきりとした時期は不明だが、土人形をモチーフにしたプラスチック製やゴム製の製品も販売されるようになった。
そうした背景の中、1990年代になるとナタリア・ネポメンコの作品が注目されることとなった。彼女の作品は、伝統的な様式を踏まえてはいるものの、一見して従来の土人形とは違うと感じさせる作風が特徴である。具体的には、まず鮮やかな色使いが目を惹く。土人形を作る以前の芸術的キャリアにおいて水彩画を描いていたことが活きていると指摘されている。また、単体であっても人形の表情や細部の造形に演劇的な要素が投入されている。ネポメンコの作品には自身の名前のサイン、地名（ロストフ・ナ・ドヌ）、製作年等が入れられているのも特徴である。